# Zorgverzekering (Nederland)
De zorgverzekering of basisverzekering is een ziektekostenverzekering voor ingezetenen van Nederland, die verplicht is onder de Zorgverzekeringswet (Zvw, van kracht sinds 1 januari 2006). De zorgverzekering dekt noodzakelijke, op genezing gerichte, zorg.
Kenmerken van de zorgverzekering zijn de verzekerings- en acceptatieplicht. De verzekeringsplichtigen moeten zich verzekeren en de verzekeraars zijn verplicht iedereen die dat wil te accepteren. De overheid stelt de inhoud van de basisdekking vast. Voor volwassenen geldt sinds 1 januari 2008 een eigenrisicoregeling. In 2006 en 2007 gold een no-claimregeling.
Met de invoering van de zorgverzekeringswet kwam het onderscheid tussen particuliere ziektekostenverzekeringen en ziekenfonds te vervallen. Tevens kwamen de speciale regelingen voor ambtenaren te vervallen. Hiermee werd het mechanisme van marktwerking ook voor de zorgsector ingevoerd. Zorgverzekeraars concurreren om de gunst van de verzekerden en zorgverleners concurreren om via het proces van zorginkoop gecontracteerd te worden door de zorgverzekeraars.

## Geschiedenis zorgverzekering

### Het eerste arbeidersziekenfonds
In 1741 werd De Timmermansbus opgericht, een Nijmeegse gildebus die later zou worden omgezet in een ziekenfonds. Door regelmatig een bedrag in de bus te doen konden deelnemers een beroep doen op de bus om de dokter te betalen als een van hen ziek werd. De Timmermansbus is een voorloper van de zorgverzekeraar VGZ.
In 1874 verzochten timmerlieden in Amsterdam, die waren aangesloten bij het door dokters gerunde 'Algemeen Ziekenfonds Amsterdam', om de contributiegelden die ze aan het AZA betaalden in de bouw van goedkopere arbeiderswoningen te steken.
De hooghartige doktoren uit die tijd waren niet gediend van dit verzoek en antwoordden 'dat de werklieden zich wat meer op hun werk, en wat minder op dagdieverij moesten toeleggen'. Dit gaf de doorslag tot de oprichting van het Algemeen Onderling Ziekenfonds Door en Voor Werklieden. De Amsterdamse timmerlieden gaven zo de aanzet tot de oprichting van talloze fondsen in Nederland, waarmee de arbeidersbeweging het lot van de 'verworpenen der aarde' wilde verbeteren. Deze onderlinge verzekeringen van arbeiders en vakbond worden een gezichtsbepalend deel van het ziekenfondswezen. Hier ontstond de ziekenfondsverzekering voor minder bedeelden.

### Eerdere ziekenfondsen
Vóór de oprichting van het bovengenoemde ziekenfonds waren er al andere ziekenfondsen. Het eerste initiatief komt uit dezelfde sector die nu weer het heft in handen neemt: de commerciële verzekeraars. De oude ambachtsgilden hebben hun ziekenkassen ('gildebussen'), maar de eerste echte ziekenfondsen worden al opgericht omstreeks 1780.
Met deze fondsen richten verzekeringsmaatschappijen en particulieren zich op mensen die onder de belastinggrens vallen en die bij ziekte een beroep moeten doen op stedelijke of kerkelijke armenfondsen.
De medici waren niet altijd gelukkig met het beleid van de verzekeraars. Artsen en apothekers richtten daarom in 1846 het al eerder genoemde Algemeen Ziekenfonds Amsterdam op, dat zorgde voor een vrije artsenkeuze, betere honoraria en een inkomensgrens om voor de artsen de ziekenfonds- van de particuliere praktijk te scheiden.

### Regeringsbemoeienis
Vanaf 1900 richtten enkele werkgevers een eigen ziekenfonds voor het personeel op. Vanaf 1905 begint de regering zich met de ziekenfondsen te bemoeien. Een eerste initiatief van het kabinet-Kuyper in 1905 sneuvelt als gevolg van de vele belangen. De (later Koninklijke) Nederlandse Maatschappij voor Geneeskunde (K)NMG komt met eigen regelingen, zorgpakketten en contracten, waarmee de arme kant van Nederland zo goed en zo kwaad als het kan van basiszorg wordt voorzien.
Ziekenhuisopname zat toen nog niet in het pakket. Als iemand werd opgenomen, moest hij een beroep doen op de Armenwet. Aan het begin van de Tweede Wereldoorlog was circa twee derde van de Nederlanders verzekerd.
Niet een Nederlands kabinet maar de Duitse bezetter heeft uiteindelijk een algemeen en verplicht ziekenfonds ingevoerd. In 1941 nemen zij het ziekenfondsenbesluit, waardoor alle werknemers onder een bepaalde loongrens (de ziekenfondsgrens) verplicht lid worden. Het ziekenfonds werd gebaseerd op de Duitse Krankenkasse. 'Na de bevrijding worden de zorgpakketten sterk uitgebreid. In de beginjaren, tot 1960, zijn de ziekenfondsboden het gezicht van de ziekenfondsen. De boden legden de contributies op en zorgden voor uitbetaling aan de artsen. Na 1960, met de komst van de giro en de afschaffing van het loonzakje, verdwijnen de boden. Langzamerhand fuseren de aanvankelijke tweehonderd kleine ziekenfondsen tot enkele tientallen aan het begin van de 21e eeuw.
Nadat de oorlog beëindigd was, duurde het tot 1965 vooraleer de politiek erin slaagde een eigen wettelijke regeling te ontwikkelen: de Ziekenfondswet. Deze wet werd op 1 januari 1966 ingevoerd. De Ziekenfondswet regelde de zorg in natura en werd daarmee de eerste zorgverzekeringswet. Twee jaar later volgde de Algemene Wet Bijzondere Ziektekosten. 
Het daarmee ingevoerde stelsel komt al snel onder druk door de snelle stijging van de kosten. Die kostenstijging is de aanleiding tot tal van overheidsmaatregelen om de kosten te beheersen.

### Hervormingen
In 1974 lanceerde staatssecretaris Hendriks van Volksgezondheid de gedachte van een volksverzekering tegen ziektekosten voor de hele Nederlandse bevolking.
Op verzoek van het tweede kabinet Lubbers was de commissie Dekker ingesteld, vernoemd naar haar voorzitter, Philipstopman Wisse Dekker. In 1987 bracht deze commissie een rapport uit inzake de structuur en financiering van de gezondheidszorg. Het rapport heette: Bereidheid tot verandering. Het voorstel-Dekker hield in, een basisverzekering voor alle Nederlanders waarin 85 procent van de bestaande voorzieningen werden ondergebracht.
Staatssecretaris Simons nam in 1989 de basisprincipes uit het plan-Dekker in grote lijnen over in zijn nota 'Werken aan zorgvernieuwing' ('plan-Simons'). Maar begin jaren negentig mislukte zijn poging om een basisverzekering in te voeren.
Minister Borst blies het plan voor een basisverzekering in 2001 nieuw leven in met haar nota Vraag aan bod.
Voortbouwend op de plannen van zijn voorgangers diende minister Hoogervorst in 2004 een volledig uitgewerkt wetsvoorstel Zorgverzekeringswet bij de Tweede Kamer in. Hij verdedigde dit wetsvoorstel met succes in het parlement. De nieuwe wet trad op 1 januari 2006 in werking. Met de Zorgverzekeringswet kwamen ziekenfondsverzekerden en particulier verzekerden onder dezelfde paraplu. Zowel de ziekenfondsen als de particuliere ziektekostenverzekeraars gingen verder onder de naam zorgverzekeraar.
Bij de invoering van het nieuwe zorgstelsel in 2006 stapte 19,1% van de Nederlanders over naar een andere verzekeraar. Daarna bleef de verwachte marktwerking uit en viel het aantal jaarlijkse overstappers terug tot 4%. De laatste jaren lijkt er weer enige beweging in de markt en stijgt het aantal overstappers licht.

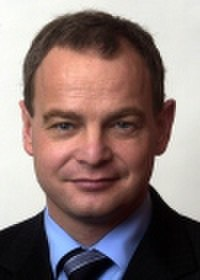
De toenmalig minister van VWS Hans Hoogervorst wordt gezien als de geestelijk vader van het nieuwe zorgstelsel

## Het huidige Nederlandse zorgverzekeringsstelsel
De Nederlandse Grondwet stelt:
De overheid treft maatregelen ter bevordering van de volksgezondheid
De Nederlandse staat heeft gekozen voor een systeem dat bedoeld is om medische zorg voor iedereen financieel bereikbaar te maken. Het Nederlandse zorgverzekeringsstelsel bestaat sinds 2015 uit twee volksverzekeringen en twee decentrale regelingen:
- Wet langdurige zorg (Wlz)
- Zorgverzekeringswet (Zvw)

Een deel van de langdurige zorg is gedecentraliseerd naar de gemeenten:
- Wet Maatschappelijke Ondersteuning 2015 (Wmo2015)
- Jeugdwet

De Wlz regelt de zorg voor mensen die 24 uur per dag toezicht nodig hebben, op medisch, geestelijk of lichamelijk gebied. De Wlz wordt uitgevoerd door de Zorgkantoren. De grootste zorgverzekeraar in een bepaald gebied is concessiehouder, en krijgt daarmee de plicht voor het uitvoeren van de Zorgkantoorfunctie. De verzekeraar zelf verdient hier niets aan, maar levert er ook niet op in: alle kosten voor het uitvoeren van de Zorgkantoorfunctie worden betaald uit de Wlz. Cliënten kunnen kiezen voor zorg in een instelling of zorg thuis. Zorg thuis kan geleverd worden vanuit een instelling of door de cliënt zelf geregeld worden via een persoonsgebonden budget.
De Zorgverzekeringswet bepaalt dat elke Nederlands ingezetene verplicht verzekerd is op de basisverzekering, welke kosten de basisdekking vergoedt en waaraan de verzekeraars moeten voldoen. In een aparte wet, de Wet op de zorgtoeslag, wordt geregeld dat de overheid bijdraagt in de premies voor ingezetenen met een laag inkomen.
De Wet maatschappelijke ondersteuning regelt dat mensen gecompenseerd worden voor hun beperking zodat ze ongehinderd kunnen deelnemen aan de maatschappij. Dit kan in de vorm van ondersteuning, huishoudelijke hulp, beschermd wonen, mobiliteitshulpmiddelen of aanpassingen aan de woning. Hoe de ondersteuning geregeld wordt, is ter beoordeling van de gemeente. De Jeugdwet zorgt voor preventie, ondersteuning bij opvoeding en problemen op het gebied van de geestelijke gezondheid van kinderen tot 18 jaar.

## Verzekeringsplicht
Alle Nederlands ingezetenen zijn verplicht zich te verzekeren. Met Nederlands ingezetenen worden gelijkgesteld:
- Niet-ingezetenen werkzaam in buitenland bij Nederlandse overheidsinstelling
- Niet-ingezetenen met dienstbetrekking in Nederland
- Bemanning van schepen en vliegtuigen met Nederlandse thuishaven

Bij grensarbeiders kan daardoor worden gesteld dat de verzekeringsplicht samenhangt met het land waar belasting wordt betaald.
Vrijgesteld van de verzekeringsplicht zijn gemoedsbezwaarden en militairen in actieve dienst. Iemand die verzekeringsplichtig wordt, is verplicht zich binnen vier maanden te verzekeren.
Meerderjarigen moeten zichzelf verzekeren, alsmede hun minderjarige kinderen. De systematiek van de wet voorziet dus niet in het verzekeren van kinderen van minderjarige ouders. In ziekenhuizen moeten deze daarom "pro Deo" behandeld worden.

### Gemoedsbezwaarden
Een gemoedsbezwaarde is iemand die, vaak vanuit religieuze overwegingen, principieel tegen het afsluiten van verzekeringen is. Deze persoon kan van de minister van Financiën ontheffing krijgen van de verzekeringsplicht. Naast de zorgverzekering is dit onder meer ontheffing voor de WA-dekking van de autoverzekering en sociale verzekeringen, zoals de kinderbijslag, AOW en WIA. De gemoedsbezwaarde moet aantonen dat hij geen enkele verzekering heeft afgesloten.

### Militairen
Het ministerie van Defensie betaalt de medische kosten van militairen. Hierdoor zijn zij vrijgesteld van de verzekeringsplicht. Voor militairen is er voor de zorg gerelateerde kosten de Stichting Ziektekostenverzekering Krijgsmacht (SZVK) die door het ministerie van Defensie belast is met de uitvoering van de Ziektekostenverzekering Krijgsmacht.

### Onverzekerd
Wanneer niet wordt voldaan aan de verzekeringsplicht dan is de onverzekerde een boete verschuldigd van 130% van de nominale premie (richtpremie, vastgesteld door ministerie) over de onverzekerde periode.
Ook achteraf kan een verzekerde een boete opgelegd krijgen als blijkt dat hij gedurende een bepaalde tijd onverzekerd is gebleven.

## Acceptatieplicht
Zorgverzekeraars zijn verplicht iedereen te accepteren voor de basisdekking. Enige uitzondering is een verzekerde die eerder door de verzekeraar is geroyeerd wegens wanbetaling of wegens verzekeringsfraude. Voor deze verzekerden heeft de verzekeraar gedurende vijf jaar geen acceptatieplicht. Voor de aanvullende verzekeringen mag de verzekeraar wel medische acceptatie toepassen. Zorgverzekeraars worden via de zogeheten risicoverevening financieel gecompenseerd voor klanten die bepaalde gezondheidsrisico's lopen en dus potentieel veel geld kosten. 
De aanvrager van de verzekering is verplicht alle gestelde vragen naar waarheid te beantwoorden. Wanneer de verzekeraar onjuiste antwoorden op de vragen voor aanvang van de verzekering opmerkt dan mag hij, in bepaalde situaties, de verzekering weigeren. Wanneer de verzekeraar deze onjuiste antwoorden echter pas na het ingaan van de verzekering ontdekt dan kan hij geen maatregelen meer nemen, zoals bij andere verzekeringen wel mogelijk is (zie mededelingsplicht).

### Onopzegbaar
De basis- en aanvullende verzekeringen zijn voor de verzekeraars onopzegbaar, tenzij er sprake is van wanbetaling of fraude. De verzekeraar mag de verzekering dus niet opzeggen bij een slecht schadeverloop, een recht dat bij andere verzekeringen doorgaans wel bestaat.

## Premie
Zie premie Zorgverzekeringswet en Wlz.

## Dekking

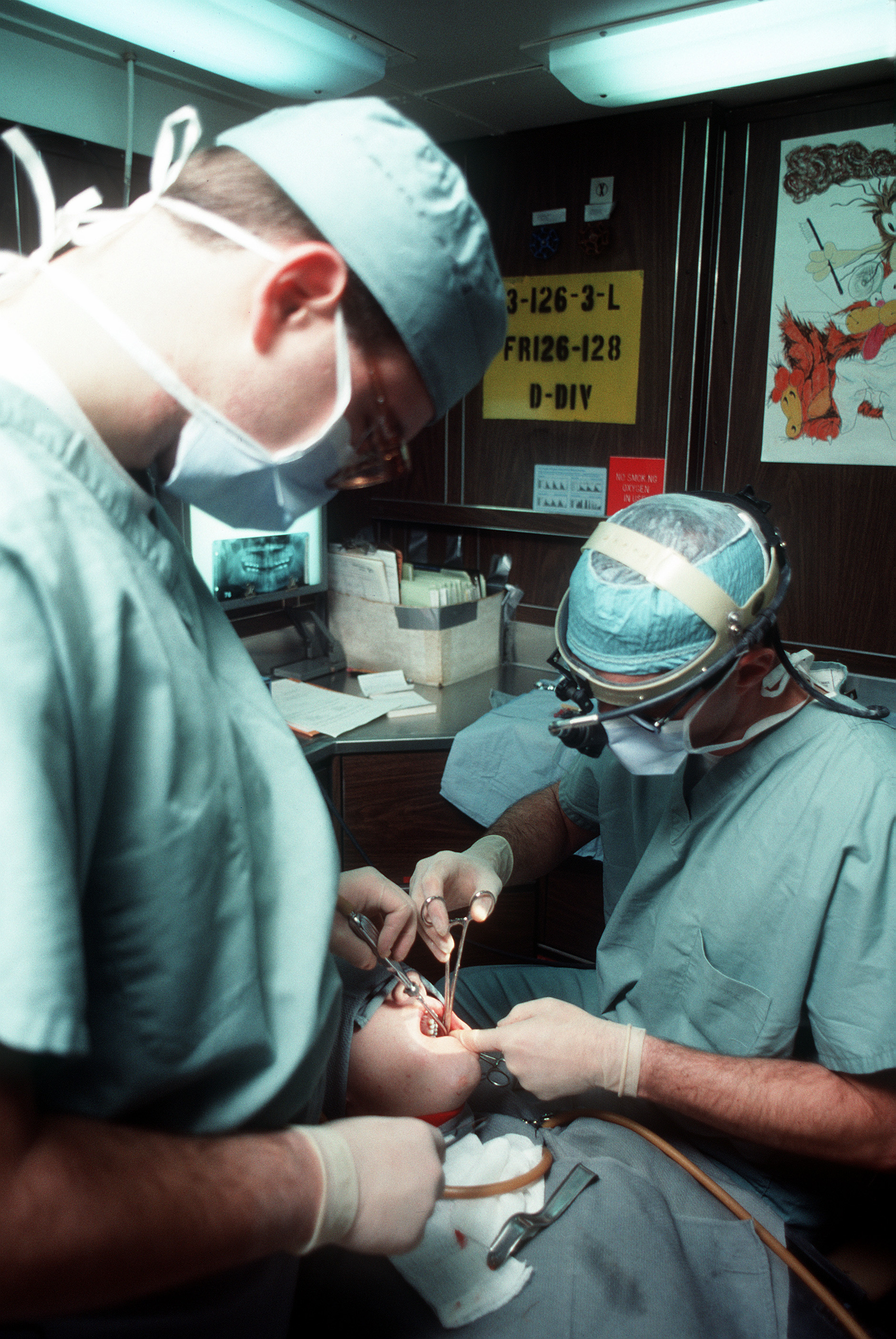
Hulp door een tandarts is alleen voor kinderen standaard verzekerd

De basisdekking is geregeld in het Besluit zorgverzekering, hoofdstuk 2, paragraaf 1. Dit is het voorgeschreven minimum. De werkelijke omvang van de basisverzekering van een verzekeraar, zoals vastgelegd in de polisvoorwaarden, kan uitgebreider zijn.
De basisdekking verzekert acht functies. Per functie worden een aantal dekkingsvoorbeelden genoemd.
1. Geneeskundige zorg, zoals zorg door huisartsen, verloskundigen en medisch specialisten, en de eerste drie IVF-pogingen.
2. Mondzorg, voornamelijk tandheelkundige hulp aan verzekerden tot 18 jaar
3. Farmaceutische zorg, geneesmiddelen die op de limitatieve lijst van het Geneesmiddelen Vergoedings Systeem staan[8] en geneesmiddelen die de apotheker zelf bereidt.
4. Hulpmiddelenzorg, zoals hoortoestellen, gebitsprothesen en blindengeleidehonden.
5. Opname, behandeling en verpleging in een ziekenhuis gedurende 365 dagen.
6. Verzorging, voornamelijk verloskundige hulp en kraamzorg.
7. Verblijf in verband met geneeskundige hulp. Dit zou mogelijk ook in een zorghotel kunnen zijn.[9]
8. Vervoer in verband met zorgaanspraken op grond van de Zvw, medisch noodzakelijk vervoer per taxi of eigen auto.

met dien verstande dat tandheelkundige hulp er maar zeer beperkt onder valt.
Elk jaar opnieuw bepaalt het Ministerie van Volksgezondheid, Welzijn en Sport (VWS) de inhoud van het basispakket voor het komende jaar. Om te bepalen welke vergoedingen er uit het basispakket worden gehaald en welke worden toegevoegd, laat het ministerie zich adviseren door het Zorginstituut Nederland (ZiN).

## Natura en restitutie
Bij een naturapolis is de zorg zelf verzekerd; de zorg wordt verleend door een bepaalde zorgverlener of men kan kiezen uit bepaalde zorgverleners. Bij een restitutiepolis zijn de zorgkosten verzekerd, onder voorwaarden; men heeft dan vrije keuze van de zorgverlener, maar er kan bijvoorbeeld wel gelden dat niet meer dan het vaste of marktconforme tarief wordt vergoed. Ook zijn er combinatiepolissen, waarbij een deel van de zorg in natura zoals bij een naturapolis geleverd wordt en een ander deel vergoed wordt. Hierdoor heeft de consument de keuze uit diverse polissen, die elk zo zijn voor- en nadelen hebben.
Vanaf 2008 wordt zorgsturing door zorgverzekeraars meer zichtbaar dan voorgaande jaren. Dat wil zeggen dat verzekeraars hun verzekerden meer sturen naar de zorgverleners (ziekenhuizen, fysiotherapeuten, etc.) waarmee ze via het proces van zorginkoop afspraken hebben gemaakt.
Een aantal zorgverzekeraars biedt alleen of voornamelijk restitutiepolissen aan zodat verzekerden maximale keuzevrijheid hebben. Andere zorgverzekeraars profileren zich meer als zorgdienstverlener met het aanbieden van alleen of voornamelijk naturapolissen. Ook zijn er zorgverzekeraars die beide aanbieden.
Verzekerden met een restitutiepolis kunnen zelf vrij een zorgverlener kiezen. Alle kosten worden volledig vergoed, tenzij het tarief excessief hoog is, dat wil zeggen niet marktconform of niet in overeenstemming met de beschikkingen van de Nederlandse Zorgautoriteit (NZa). Ook zorgverzekeraars met een restitutiepolis hebben met veel zorgverleners afspraken gemaakt. In dat geval betaalt de zorgverzekeraar rechtstreeks de rekening aan de zorgverlener. Zo niet dan zijn er verschillende mogelijkheden. De verzekerde betaalt de zorgverlener en stuurt de gekwiteerde rekening aan de zorgverzekeraar, waarna de zorgverzekeraar het bedrag vergoedt aan de verzekerde. Of de verzekerde of zorgverlener stuurt de rekening door aan de zorgverzekeraar die vervolgens de zorgverlener uitbetaalt; bij sommige restitutiepolissen is dit geen optie. Of de verzekerde stuurt de rekening door aan de zorgverzekeraar en betaalt de zorgverlener pas na ontvangst van de vergoeding van de zorgverzekeraar; soms is dit geen optie.
Verzekerden met een naturapolis hebben minder keuzevrijheid en moeten de rekening voor 25-100% uit eigen zak betalen indien ze zorg nodig hebben van een zorgverlener met wie de zorgverzekeraar geen contract heeft afgesloten (behalve als het spoedeisende hulp betreft, die wordt altijd vergoed). Maar zij betalen veelal iets minder premie en hoeven niet zelf rekeningen voor te schieten als de zorg onder de naturapolis valt.

## Eigen betalingen
Zorggebruikers betalen mee aan de financiering van de zorg middels eigen betalingen. De eigen betaling varieert van volledige eigen betaling tot een volledige vrijstelling van eigen betaling. Eigen betalingen komen voor in twee gedaanten: het eigen risico aan de voet en de eigen bijdrage per zorgproduct.
Vergeleken met een volledige verzekering hebben eigen betalingen een remmend effect op de vraag naar zorg vanuit de verzekerde. Dat kan leiden tot een beperking van de totale zorgkosten als zorgaanbieders de vrijgekomen capaciteit niet voor andere zorg inzetten. Deze nieuwe zorg wordt opvulzorg genoemd. De mate waarin zorgaanbieders extra zorgvraag opwekken wanneer de zorgvraag terugloopt verschilt sterk tussen verschillende vormen van zorg. Het is daarom onduidelijk in welke mate het remmende effect van eigen betalingen leidt tot een beperking van de totale zorgkosten.

### Eigen risico
Eigen risico is de eigen betaling is het drempelbedrag dat zorggebruikers eerst zelf moet betalen bij gemaakte zorgkosten voordat de zorgverzekeraar de meerdere kosten volledig vergoed. Het eigen risico bestaat uit een verplicht eigen risico en een vrijwillig deel. Het eigen risico is primair een verschuiving van (verplichte) collectieve lasten naar de (vrijwillige) private uitgaven, waar burgers zelf over kunnen beschikken. 
- Verplicht eigen risico is wettelijk ingevoerd in 2008 en bedroeg toen € 150. Het verplicht eigen risico wordt door de politiek vastgesteld, maar stijgt zonder ingrijpen mee met de zorguitgaven. Het verplicht eigen risico is in 2012 en 2013 versneld verhoogd, en is in 2017 en 2018 niet verhoogd (2009: € 155; 2010: € 165; 2011: € 170; 2012: € 220; 2013: € 350; 2014: € 360; 2015: € 375; 2016-2023: € 385). Hoewel het verplicht eigen risico een verplichtend karakter heeft, kunnen verzekeraars het wel kwijtschelden. Dit doen verzekeraars bijvoorbeeld om de verzekerde te stimuleren tot gewenst gedrag, zoals het gebruik van goedkopere maar vergelijkbare medicijnen. Voor 2018 besloot verzekeraar DSW het eigen risico te verlagen met € 10 voor al zijn verzekerden. Een deel van de zorg is vrijgesteld van het eigen risico:
  - huisartsenzorg (wél voor door de huisarts voorgeschreven medicijnen);
  - wijkverpleging en -verzorging;
  - kraamzorg en verloskunde;
  - dieetvoeding, voorgeschreven door specialist (per 2017);
  - stimulerende programma's met betrekking tot stoppen met roken, overgewicht bestrijden, diabetes en depressie (per 2017);
  - Alle zorg voor verzekerden tot 18 jaar;
  - zorg vanuit aanvullende verzekering;
  - hulpmiddelen in bruikleen;
  - eventuele eigen bijdragen en/of eigen betalingen.
- Vrijwillig eigen risico is een optioneel eigen risico boven op het verplichte eigen risico. Verzekeraars kunnen verzekerden een vrijwillig eigen risico aanbieden van € 100, € 200, € 300, € 400 of € 500. De verzekeraar is verplicht ten minste een verzekering zonder (extra) eigen risico aan te bieden. Verzekerden kunnen hun vrijwillig eigen risico elk jaar aanpassen.

De regering is van plan het verplichte eigen risico vanaf 2027 te verlagen tot 165 euro per jaar, en tot 50 euro per ingreep. Een nieuw artikel 2.17a Zvw zou dan bepalen dat de kosten van geneeskundige zorg zoals medisch specialisten die plegen te bieden en van door kaakchirurgen geleverde mondzorg, al dan niet gepaard gaande met verblijf, verpleging, verzorging of paramedische zorg, telkens tot een bedrag van ten hoogste € 50 per rechtsgeldig in rekening gebracht tarief onder het verplicht eigen risico vallen. Het bedrag is van toepassing op alle prestaties voor medisch-specialistische zorg die als diagnosebehandelcombinaties (dbc’s) of overige zorgproducten (ozp’s) kunnen worden gedeclareerd. De looptijd van een dbc is maximaal 120 dagen. Als de behandeling daarna voortgezet wordt, zal een nieuwe (vervolg)dbc geopend worden en opnieuw € 50 aan verplicht eigen risico worden berekend.

### Eigen bijdrage
Eigen bijdrage is de bijdrage die zorggebruikers per zorgproduct zelf moeten betalen voordat het meerdere vergoed wordt. Binnen de zorg bestaan eigen bijdragen binnen de Wet langdurige zorg, de Wet maatschappelijke ondersteuning en de Zorgverzekeringswet. Hieronder worden maatregelen besproken die betrekking hebben op de zorgverzekeringswet. Voor een aantal soorten zorg die onderdeel uitmaken van het basispakket geldt een eigen bijdrage. De hoogte van de eigen bijdrage verschilt per zorgsoort:
| Zorgsoort | Eigen bijdrage |
| --- | --- |
| Kraamzorg in een ziekenhuis of geboortecentrum (zonder medische noodzaak)                                         | € 17,50 per dag voor moeder en per kind. Daarnaast bijbetaling vanaf de maximale vergoeding van € 125 per dag.                                                                   |
| Kraamzorg thuis                                                                                                   | € 4,40 per uur |
| Ziekenhuisbevalling zonder medische noodzaak                                                                      | eigen bijdrage is gelijk aan het verschil tussen het tarief voor een poliklinische bevalling zonder medische indicatie en de 219 euro die door de zorgverzekeraar wordt vergoed. |
| Bepaalde geneesmiddelen                                                                                           | verschilt per geneesmiddel |
| Hulpmiddelen (pruiken, braces, hoortoestellen, verbandmiddelen, plaswekkers, steunzolen, stofdichte hoezen, etc.) | verschilt per hulpmiddel |
| Kunstgebit | 25% van de aanschafprijs |
| Hoortoestellen | 25% van de aanschafprijs |
| Ziekenvervoer in Nederland (taxivervoer of eigen vervoer)                                                         | € 103 per jaar (maximaal € 0,30 per km) |

- De wettelijke eigen bijdrage voor hoortoestellen voor kinderen tot 18 jaar is afgeschaft met ingang van 2016.

### Geschiedenis
Gedurende 2006 en 2007 was er in plaats van het verplichte eigen risico een no-claimkorting van € 255. Wanneer de verzekerde minder dan het no-claimbedrag had verbruikt dan werd het verschil uitbetaald.
Volgens het Regeerakkoord 2012 zou het eigen risico vanaf 2015 inkomensafhankelijk zijn: ongeveer € 180, € 350 of € 595 per jaar. Dit ging niet door.
Zonder nadere wetgeving zou het eigen risico in 2018 gestegen zijn tot € 400 wegens gestegen zorgkosten; de spoedwet Wet van 27 september 2017 tot het ongewijzigd laten van het verplicht eigen risico voor de zorgverzekering voor het jaar 2018 is dezelfde dag (26 september 2017) eerst in de Tweede Kamer en daarna in de Eerste Kamer aangenomen. Een dergelijke snelle behandeling van een wet was sinds 1914 niet meer voorgekomen.

## Zorgtoeslag
De zorgtoeslag is ontwikkeld om de verzekerden met een laag inkomen te compenseren voor de zorgpremie. Afhankelijk van het inkomen van de verzekerde wordt een zorgtoeslag verleend tussen € 24 en € 432 voor alleenstaanden en € 1223 voor gehuwden. De inkomensgrens ligt op € 26.071 voor alleenstaanden en € 41.880 voor gehuwden.

## Aanvullende verzekeringen
De basisdekking vergoedt veruit de belangrijkste zorgkosten. Naar schatting 94% van de zorgkosten is gedekt op de basisdekking. Veel mensen hebben de behoefte de basisdekking uit te breiden. De verzekeraars bieden hiervoor een of meer aanvullende verzekeringen.
Veelal wordt een speciale tandartskostenverzekering en een algemene aanvullende verzekering aangeboden. De tandartskostenverzekering vergoedt meestal alle tandartskosten tot een bepaald maximum per jaar, variërend van € 200 tot € 2000.
De 'gewone' aanvullende verzekering vergoedt vaak alternatieve geneeswijzen en -medicijnen, fysiotherapie en andere therapieën (zoals cesartherapie en ergotherapie) en geeft een ruimere vergoeding bij onvoorziene kosten in het buitenland. Op de aanvullende verzekeringen zijn vaak ook brillenglazen en contactlenzen, anticonceptiva en een ruime vergoeding voor kraamzorg en medicijnen gedekt. Een aantal verzekeraars bieden aanvullende verzekeringen waarop vrijwel alles is verzekerd. De premie voor een aanvullende verzekering loopt uiteen van € 5 tot € 50 per maand. Voor de aanvullende verzekeringen geldt geen acceptatieplicht. Dertig procent van de zorgverzekeraars hanteerden in 2012 medische selectie. Dat is 10 procent meer dan in 2011.
Ook op de premies voor aanvullende verzekeringen worden vaak collectiviteitskortingen verleend.

## Nederlandse zorgverzekeraars

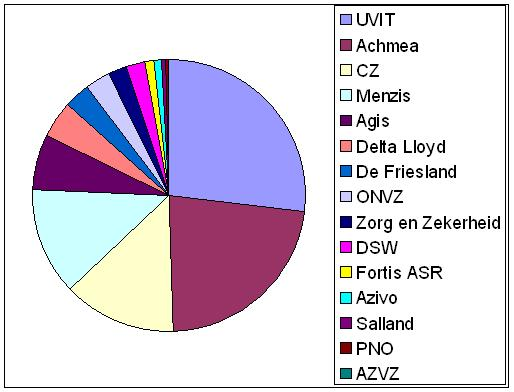
Marktaandeel Nederlandse zorgverzekeraars begin 2007

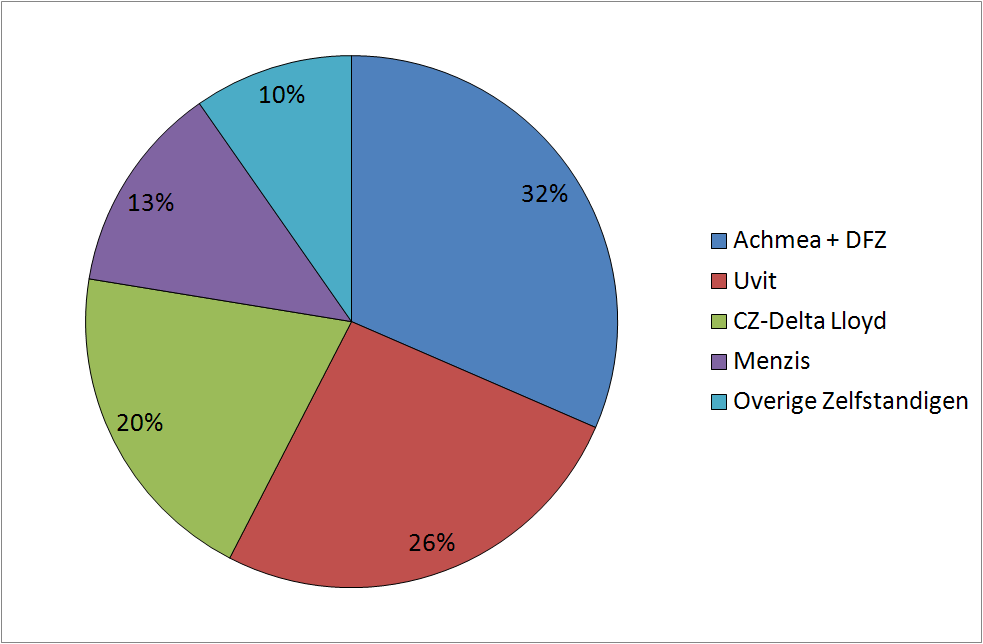
Marktaandeel Nederlandse zorgverzekeraars eind 2009

In Nederland waren er in 2007 15 zorgverzekeraars actief. Vanaf het moment dat de invoering van de zorgverzekering definitief werd hebben veel verzekeraars de ziektekostenportefeuille verkocht.

### Fusies en overnames
In 2006 heeft Achmea Interpolis van de Rabobank overgenomen. Univé, VGZ, IZA en Trias zijn gefuseerd tot Uvit. Uvit was begin 2007 met 4 miljoen verzekerden de grootste zorgverzekeraar van Nederland. Een aangekondigde fusie tussen Menzis, Delta Lloyd en Agis werd door de ledenraad van Menzis tegengehouden. In juni 2007 nam Achmea Agis over. Eind juli maakte de NMA bekend geen bezwaren te hebben tegen de overname, Met 4,5 miljoen verzekerden werd Achmea met de overname de grootste zorgverzekeraar van Nederland.
Per 1 januari 2008 nam de CZ Groep de zorgverzekeringen van de Delta Lloyd OHRA Groep over.
Op 23 september 2010 kondigden Achmea en De Friesland Zorgverzekeraar een fusie aan. Met deze fusie wordt de Achmea-Friesland combinatie met een marktaandeel van circa 35% met afstand de grootste zorgverzekeraar in Nederland. Deze fusie werd in juni 2011 goedgekeurd door de NMa en ook De Nederlandsche Bank heeft inmiddels goedkeuring voor de fusie verstrekt.
De zorgverzekeraars zijn verenigd in Zorgverzekeraars Nederland, een vereniging die de belangen van de zorgverzekeraars behartigt.

### Zorginstituut Nederland
Het Zorginstituut Nederland (ZiN) is een zelfstandig bestuursorgaan. Het ZiN beoordeelt of de basisdekking nog aansluit bij de behoeften van de verzekerden en adviseert de regering hierover. Daarnaast verzorgt het ZiN de verdeling van de inkomensafhankelijke bijdrage over de verzekeraars en voert het ZiN een aantal centrale taken uit.

### Lijst van zorgverzekeraars 2016
| Concern           | Marktaandeel | Labels                                                                                                 |
| ----------------- | ------------ | --- |
| Achmea            | 30,4%        | Agis, Zilveren Kruis, FBTO, De Friesland, Avero, ZieZo, ProLife, Kiemer, OZF, Interpolis, Ik!, YouCare |
| VGZ               | 24,1%        | VGZ, IZA Cura, IZZ, Univé, Bewuzt, Besured, De Goudse, Promovendum, National Academic, ZEKUR, UMC      |
| CZ                | 20,7%        | CZ, Just, Delta Lloyd, OHRA                                                                            |
| Menzis            | 13,4%        | Menzis, Anderzorg, Azivo, HEMA, PMA                                                                    |
| DSW               | 3,5%         | DSW, Stad Holland, inTwente                                                                            |
| ONVZ              | 2,7%         | ONVZ, VvAA                                                                                             |
| Zorg en Zekerheid | 2,6%         | Zorg en Zekerheid, AZVZ                                                                                |
| ASR               | 2,0%         | De Amersfoortse, Ditzo                                                                                 |
| ENO               | 0,7%         | Salland, Salland Zorgdirect                                                                            |

Dan bestaat er nog een aantal labels die volmachten worden genoemd. Zij zijn zelf geen zorgverzekeraars, maar zij voeren zorgverzekeringen voor rekening en risico van een zorgverzekeraar. Deze volmacht labels 'liften' dus mee op de zorginkoop overeenkomsten die de zorgverzekeraars maken met de zorgverleners. Voorbeelden zijn:
- Aevitae met volmachten voor: Achmea, ASR, CZ, VGZ en Eucare.
- Nedasco met volmachten voor: Achmea, CZ en VGZ.
- Turien & Co met volmachten voor: Achmea, ASR, CZ en VGZ.
- IAK met volmachten voor: Achmea, ASR en VGZ.
- CAK Volmacht met volmachten voor: iptiQ

Anno 2016 is was bijna 90% van de Nederlandse bevolking verzekerd bij een van de grote concerns (Achmea, VGZ, CZ of Menzis) en slechts iets meer dan 10% bij de overige 5 concerns.
In oktober 2017 betrad iptiQ Life S.A., een dochteronderneming van Swiss Re, de markt door zich aan te sluiten bij Zorgverzekeraars Nederland. Sinds 2018 draagt deze nieuwe zorgverzekeraar het risico van de merken Besured, Promovendum en National Academic, die eerst onder waren gebracht bij VGZ, via een volmacht bedrijf genaamd CAK Volmacht. CAK Volmacht koopt zorg in via de dochteronderneming Caresq.
In 2019 betrad het Maltese Eucare de Nederlandse zorgmarkt, door risicodrager te worden van Aevitae collectieve zorgverzekeringen. Ook deze zorgverzekeraar laat de zorg inkopen via CAK Volmacht's dochteronderneming Caresq.

## Wonen of werken in het buitenland
De verzekeringsplicht geldt voor vrijwel alle Nederlanders. Voor mensen die met een Nederlands inkomen in het buitenland wonen of in Nederland wonen en een buitenlands inkomen hebben kunnen afwijkende regelingen gelden.

### Woonlandpakket
Een woonlandpakket kan door bepaalde groepen worden afgesloten (dit wordt verderop toegelicht). Het woonlandpakket is formeel een vrijwillige verzekering, echter in sommige situaties kan er een verkapte verplichting bestaan. Het woonlandpakket vloeit voort uit een speciale afspraak die Nederland heeft gemaakt met de landen uit de Europese Economische Ruimte (EER), Zwitserland en de zogenoemde verdragslanden, Bosnië en Herzegovina, Kaapverdische Eilanden, Kroatië, Marokko, Montenegro, Noord-Macedonië, Servië, Tunesië en Turkije. Het woonlandpakket geeft recht op de verstrekkingen volgens het recht van het land waar ze wonen. De kosten van de verstrekkingen worden door het ZiN aan het buitenland voldaan. De mensen die gebruikmaken van het woonlandpakket betalen een bijdrage aan het ZiN. De bijdrage is gelijk aan de gemiddelde nominale premie en de inkomensafhankelijke bijdrage, vermeerderd of verminderd met de woonlandfactor. De woonlandfactor is ingevoerd nadat een groep Nederlanders in het buitenland een proces tegen de Nederlandse Staat aanspande. De woonlandfactor zorgt ervoor dat de premie hoger of lager wordt naarmate het woonland meer of minder zorg verleent dan in Nederland gebruikelijk is.
De persoon moet zich binnen vier maanden nadat het recht op het woonlandpakket ontstaat aanmelden bij het ZiN. Na de aanmelding bij het ZiN moet de persoon zich nog bij een verzekeraar in het woonland aanmelden. Bij het woonlandpakket geldt in de meeste situaties de no-claimregeling en de zorgtoeslag. Over de zorgtoeslag wordt weer de woonlandfactor toegepast.

### Grensarbeiders
Grensarbeiders zijn bij de zorgverzekering mensen die in het buitenland wonen en in Nederland werken en Nederlands belastingplichtige zijn. Dit zijn veelal Nederlanders die net over de grens in Duitsland of België wonen. Deze groep grensarbeiders is 'gewoon' verzekeringsplichtig. Ze kunnen gebruikmaken van de zorg in Nederland maar ook in het land waar ze wonen.
Gezinsleden van de grensarbeiders die geen Nederlands inkomen hebben zijn niet verzekeringsplichtig. Voor zover de gezinsleden in het woonland niet verplicht verzekerd zijn voor ziektekosten hebben zij recht op het woonlandpakket.

### Wonen in het buitenland
Mensen die in een EER- of verdragsland wonen en Nederland inkomen (loon, uitkering of pensioen) genieten en in Nederland belasting betalen maar niet in Nederland werken. Deze groep heeft recht op het woonlandpakket indien zij niet verplicht verzekerd zijn in het land waar ze wonen. Wanneer iemand in deze situatie recht heeft op een woonlandpakket dan is diegene verplicht een dergelijk pakket af te sluiten. Bij het niet voldoen aan deze verplichting heft het ZiN een boete van 130% van de nominale premie.
Mensen die in een niet-EER of verdragsland wonen zijn niet verzekeringsplichtig en hebben geen recht op een woonlandpakket. Zij kunnen zich het beste in het woonland zelf verzekeren. Een aantal Nederlandse verzekeraars biedt voor deze groep mensen een internationale zorgverzekering aan.

### Werken in het buitenland
Er geldt geen verzekeringsplicht voor mensen die in Nederland wonen en inkomen hebben uit een EER- of verdragsland. Zij hebben wel recht op het woonlandpakket, maar alleen dan indien ze in het werkland wettelijk verzekerd zijn en dit kunnen bewijzen door het overleggen van een E-106 formulier. Het woonlandpakket houdt in deze situatie in dat er recht op vergoeding bestaat volgens het Nederlandse verstrekkingenstelsel (de basisdekking). De premie-inning gebeurt door het land waar iemand zijn inkomen vandaan ontvangt. Dit land betaalt dan ook de gebruikte zorg. Er geldt geen no-claim en zorgtoeslag.
Als men niet in het werkland wettelijk verzekerd is kan men proberen zich particulier te verzekeren, maar in Nederland biedt vrijwel geen enkele zorgverzekeraar nog particuliere polissen aan.

### Problemen met de uitvoering
Vanaf de invoering van het nieuwe zorgstelsel zijn er problemen ontstaan bij een groep in het buitenland wonende Nederlanders. Dit zijn veelal gepensioneerden die voorheen een Nederlandse particuliere ziektekostenverzekering hadden. Voor ziekenfondsverzekerden veranderde er vrijwel niets. Er ontstaan vooral problemen bij diegenen die twee inkomens hebben, zowel uit het woonland als uit Nederland.

## Kritiek
De Vereniging tegen de Kwakzalverij heeft kritiek op zorgverzekeraars die alternatieve geneeswijzes blijven vergoeden via aanvullende verzekeringen ondanks het ontbreken van wetenschappelijk bewijs voor de effectiviteit van deze behandelingen. In 2013 werden de vijf grootste zorgverzekeraars (VGZ, ONVZ, Achmea, Menzis en CZ) door de Vereniging tegen de Kwakzalverij uitgeroepen tot kwakzalver van het jaar. De verzekeraars krijgen de kwakzalversprijs omdat zij volgens de vereniging het publiek misleiden wat betreft de opleidingsnormen van alternatieve behandelaren. De vereniging noemt de opleidingsnormen misleidend, omdat het grote publiek dan zou kunnen denken "dat het met de opleiding van alternatieve behandelaars wel in orde is".